# Водяна (балка)
Водяна (рос. Б. Водяна) — балка (річка) в Україні у Близнюківському й Павлоградському районах Харківської й Дніпропетровської областей. Ліва притока Малої Тернівки (басейн Дніпра).

## Опис
Довжина балки приблизно 14,73 км, найкоротша відстань між витоком і гирлом — 12,78 км, коефіцієнт звивистості річки — 1,15. Формується декількома балками та загатами. На деяких ділянках балка пересихає.

## Розташування
Бере початок на північно-західній стороні від села Широке. Тече переважно на північний захід через села Українське, Новогригорівку і на північно-західній околиці селища Юр'ївка впадає в річку Малу Тернівку, праву притоку річки Самари.

## Цікаві факти
- У селищі Юр'ївка балку перетинає автошлях Р51[2] (регіональний автомобільний шлях в Україні, Мерефа — Лозова — Павлоград. Проходить територією Харківського і Зміївського, Первомайського, Лозівського районів Харківської області та Юр'ївського, Павлоградського районів Дніпропетровської області).
- У XIX столітті над балкою існувало багато вітряних млинів[1].